# أوسكار ريد (لاعب غولف)
أوسكار ريد (بالإنجليزية: Wilfrid Reid)‏ هو لاعب غولف أمريكي، ولد في 3 نوفمبر 1884 في Bulwell ‏ في المملكة المتحدة، وتوفي في 24 نوفمبر 1973 في ويست بالم بيتش في الولايات المتحدة.

## معرض صور

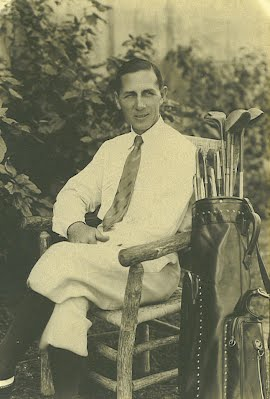
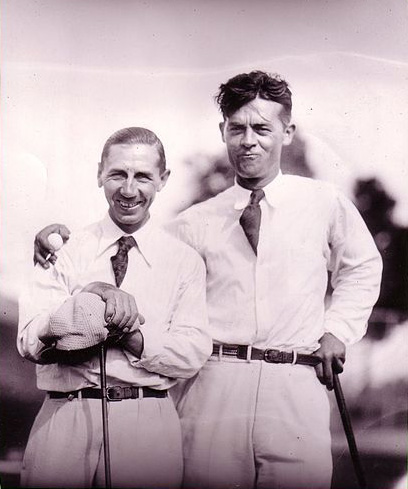
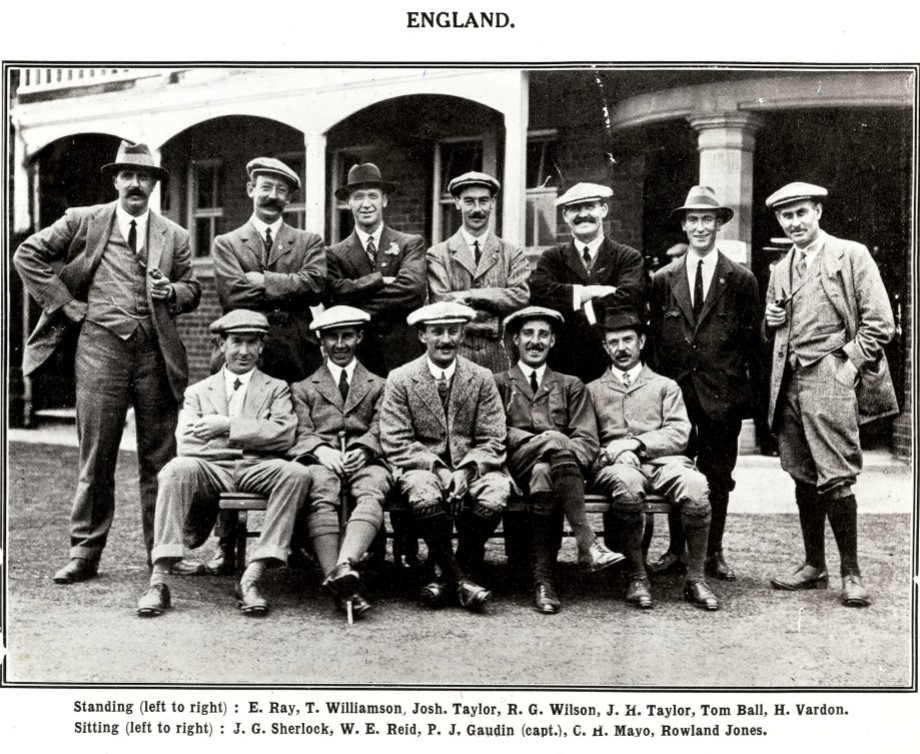
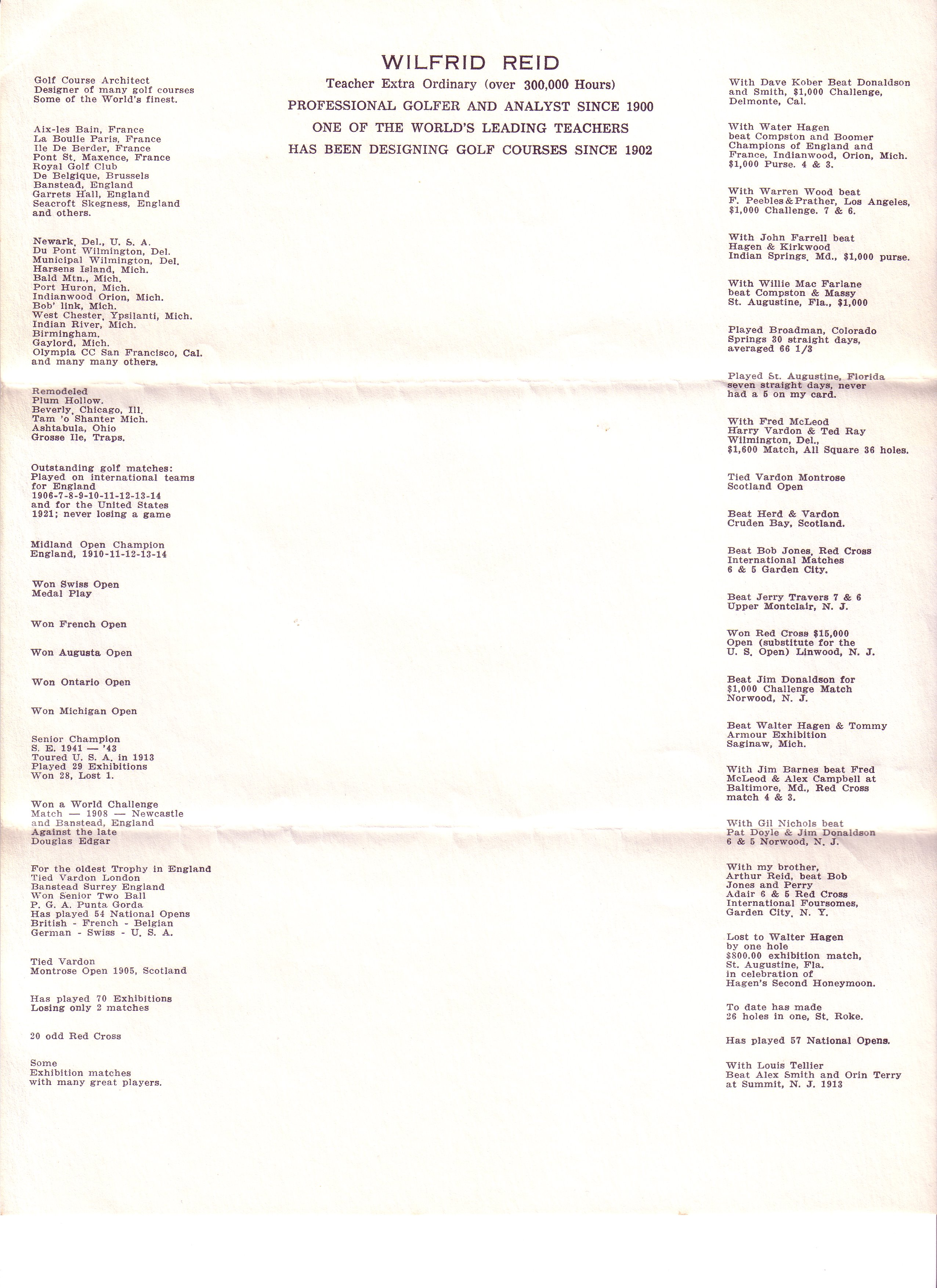
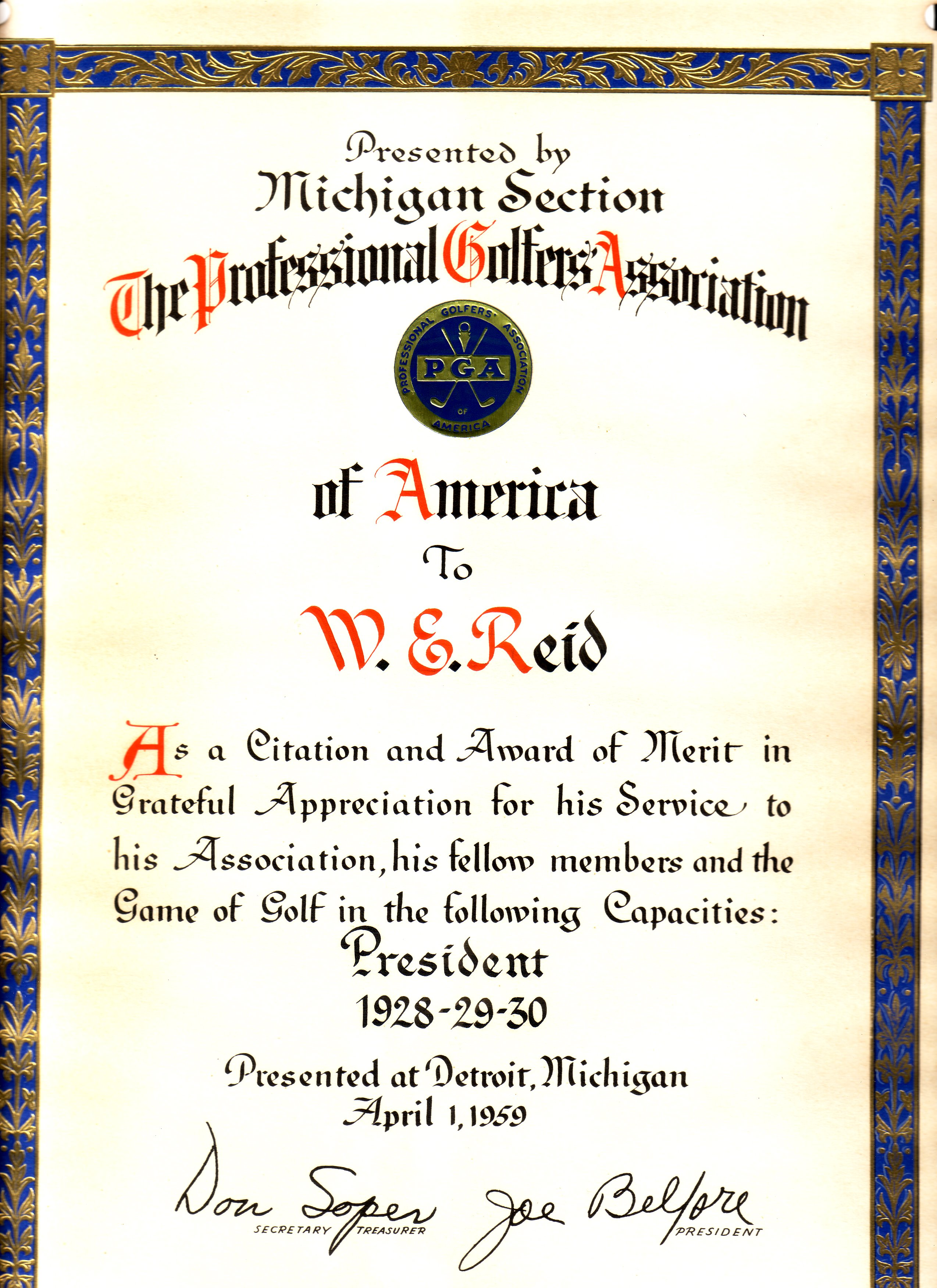